# Герб на Руската съветска федеративна социалистическа република
Гербът на РСФСР е приет на 10 юли 1918 от правителствотво на СССР. Променя се няколко пъти.

## Символика
- пшеницата - селското стопанство
- изгряващото слънце - бъдещето на руския народ
- звездата, сърпа и чука и мотото "Пролетарии всех стран, соединяйтесь!"- комунистическият режим на страната.

На щита също е написано съкращението „РСФСР“, което значи „Российская Советская Федеративная Социалистическая Республика“ (Руска съветска федеративна социалистическа република). Подобни гербове имат всички автономни републики в РСФСР.